# MPQ-78雷達
CS/MPQ-78雷達為中山科學研究院為滿足中華民國空軍機場防空需求而自行研發的低空搜索、射控雷達系統。其中一種造型與與瑞士奧立岡公司所生產的天兵防空系統的火控中心非常相似。

## 性能
MPQ-78雷達系統包括，搜索雷達，有效距離30km，可同時追蹤20個目標，距離精度±30m，方位精度±5mil。射控追蹤雷達，追蹤距離20km，距離精度±10m，方位與仰俯精度±1mil。光電追蹤儀，追蹤距離10km，雷射測距精度±5m，方位與仰俯精度±0.5mil。敵我識別儀，識別距離30km。

## 衍生型
MPQ-78有三種型式，雷同天兵防空系統的整合單一車廂型（拖曳式），或是雷達與操作車廂分開的分離型（由兩輛悍馬車負載）。MPQ-78一次可導控2門地面防砲與4座飛彈發射器／車，可連接捷羚防空飛彈系統(陸基式天劍一型飛彈)等以提升其系統戰力。